# Elimination Chamber 2013
Elimination Chamber 2013 è stata la quarta edizione dell'omonimo evento in pay-per-view prodotto annualmente dalla WWE. L'evento si è svolto il 17 febbraio 2013 alla New Orleans Arena di New Orleans (Louisiana).

## Storyline
Nella puntata di Raw dopo la Royal Rumble, CM Punk fa valere la sua clausola di rematch per il WWE Championship con The Rock, sfruttandola per il pay-per-view in questione. Nella puntata di Raw dell'11 febbraio, Paul Heyman riesce a convincere Vince McMahon a cambiare la stipulazione del match: se The Rock sarà squalificato o contato fuori, perderà il titolo.
Nella seguente puntata di Smackdown, sono stati annunciati dei possibili partecipanti all'Elimination Chamber match per decretare lo sfidante al World Heavyweight Championship: tutti ex campioni del mondo, quali sono Sheamus, Randy Orton, Kane, Daniel Bryan, The Great Khali, Rey Mysterio e il rientrante Jack Swagger, e tra questi, il vincitore del match affronterà il campione a WrestleMania 29. Nella puntata di Raw del 4 febbraio, vengono confermati Daniel Bryan, Rey Mysterio e Randy Orton come partecipanti al match, e nella sera stessa fa il suo ritorno un altro ex-campione del mondo, Mark Henry, che ottiene la partecipazione al match sconfiggendo Randy Orton l'8 febbraio a Smackdown, e nella stessa sera, infortuna Rey Mysterio, che non prenderà parte al match. A Raw, l'11 febbraio, Chris Jericho sconfigge Daniel Bryan, diventando il quarto partecipante al match. Nella stessa serata, Booker T conferma la partecipazione di Jack Swagger al match, ed infine, il sesto ed ultimo posto è occupato da Kane, che ha sconfitto Dolph Ziggler in un match durante la serata.
Sempre nella stessa puntata di Raw, Big Show chiede ad Alberto Del Rio una seconda chance al World Heavyweight Championship, da sfruttare al pay-per-view. Il messicano accetta, ufficializzando di fatto il match.
In un video esclusivo visibile su WWE.com, John Cena sfida The Shield a un Six-Man Tag Team match da tenersi al pay-per-view. I suoi partner saranno Sheamus e Ryback. Seth Rollins accetta la sfida per la sua fazione con un tweet diretto al leader della Cenation.
Il 12 febbraio viene annunciato il Pre-show dell'evento: il neonato team Tons of Funk (Brodus Clay e Tensai) contro il Team Rhodes Scholars (Cody Rhodes e Damien Sandow).

## Risultati
| #       | Incontri                                                                              | Stipulazioni                                                                            | Durata |
| ------- | ------------------------------------------------------------------------------------- | --------------------------------------------------------------------------------------- | ------ |
| Kickoff | Brodus Clay e Tensai hanno sconfitto Cody Rhodes e Damien Sandow                      | Tag team match                                                                          | 04:07  |
| 1       | Alberto Del Rio (c) (con Ricardo Rodríguez) ha sconfitto Big Show per KO tecnico      | Single match per il World Heavyweight Championship                                      | 13:05  |
| 2       | Cesaro (c) ha sconfitto The Miz per squalifica                                        | Single match per il WWE United States Championship                                      | 08:21  |
| 3       | Jack Swagger ha sconfitto Chris Jericho, Daniel Bryan, Kane, Mark Henry e Randy Orton | Elimination chamber per determinare il primo sfidante al World Heavyweight Championship | 31:18  |
| 4       | The Shield ha sconfitto John Cena, Ryback e Sheamus                                   | Six-man tag team match                                                                  | 14:49  |
| 5       | Dolph Ziggler (con AJ Lee e Big E) ha sconfitto Kofi Kingston                         | Single match                                                                            | 03:55  |
| 6       | Kaitlyn (c) ha sconfitto Tamina                                                       | Single match per il WWE Divas Championship                                              | 03:15  |
| 7       | The Rock (c) ha sconfitto CM Punk (con Paul Heyman)                                   | Single match per il WWE Championship                                                    | 20:55  |

Elimination chamber
| N° eliminazione | Wrestler      | N° ingresso | Eliminato da | Metodo di eliminazione | Tempo |
| --------------- | ------------- | ----------- | ------------ | ---------------------- | ----- |
| 1°              | Daniel Bryan  | 1°          | Mark Henry   | World's Strongest Slam | 16:35 |
| 2°              | Kane          | 4°          | Mark Henry   | World's Strongest Slam | 18:21 |
| 3°              | Mark Henry    | 6°          | Randy Orton  | RKO                    | 23:20 |
| 4°              | Chris Jericho | 2°          | Randy Orton  | RKO                    | 31:11 |
| 5°              | Randy Orton   | 5°          | Jack Swagger | Roll-up                | 31:18 |
| Vincitore       | Jack Swagger  | 3°          | —            | —                      | —     |